# بشارت‌گنج
بشارت‌گنج (به انگلیسی: Bisharatganj) یک منطقهٔ مسکونی در هند است که در Bareilly district واقع شده‌است.

## خصوصیات
بشارت‌گنج  ۱۲٬۹۸۰ نفر جمعیت دارد و ۴۵۰ متر بالاتر از سطح دریا واقع شده‌است.